# فياكاريو
بلدية فياكاريو (بالإسبانية: Villacarrillo) هي بلدية تقع في مقاطعة خاين التابعة لمنطقة أندلوسيا جنوب إسبانيا.

## الديموغرافيا
بلغ عدد سكان بلدية فياكاريو 11.357 نسمة عام 2011 (وفقاً للمعهد الوطني الإسباني للإحصاء).
| 11.107 | 11.154 | 11.095 | 10.902 | 10.117 | 11.294 | 11.357 |